# Прозостродон
Prozostrodon був прогресивним цинодонтом, який був близько пов'язаний з пращурами ссавців. Залишки були знайдені в Бразилії і датуються середнім тріасом. Вони спочатку були описані як вид роду Thrinaxodon. Єдина знахідка має довжину черепа 6,7 см, ціла тварина, ймовірно, була розміром з кота, хоча є деякий сумнів щодо того, чи знахідка представляє дорослого індивідуума. Зуби були типові для Цинодонтів і тварина була ймовірно маленькою м'ясоїдною твариною, що полювала на ящірок і іншу маленьку здобич.
Пізніший аналіз вказав, що Prozostrodon ближчий до ссавців, ніж до Thrinaxodon, і тому отримав свій власний рід. Кладистичний аналіз вказує, що його найближчі родичі дали початок першим ссавцеподібним. Prozostrodon був знайдений в формації Санта-Марія, Бразилія.

## Опис
З голотипом, довжина черепа якого оцінюється в 6,7 сантиметра, Prozostrodon був значно більшим, ніж інші прозостродонти (Alemoatherium і Therioherpeton) з цього регіону. Як і більшість цинодонтів, Prozostrodon мав гетеродонтні зубні ряди, розділені на різці, ікла та постікла (щічні зуби). У верхній і нижній щелепах було по чотири пари різців.